# Paulaseer Lawrie
Paulaseer Lawrie Muthukrishna (* 24. Februar 1921 in Munnar; † 24. Februar 1989) war ein umstrittener Prediger, der weltweit Anhänger hatte. Er ist für seine Geistheilungbewegung bekannt und leitete die „Ein Gott, eine Nation“-Bewegung in Indien ein.

## Herkunft
Lawries Herkunft ist umstritten. Im Wesentlichen geht der Streit um die Herkunft der Nadar-Kaste von Tamil Nadu, der Lawrie angehörte. Sein Biograph L.D. Dale bringt ihn wegen einiger Aussagen Lawries mit den Cochin-Juden in Verbindung.
Werner Hoerschelmann sieht darin den wenig plausiblen Versuch, sich als „Sohn Davids“ in eine theologische Linie zur jüdischen Geschichte zu stellen.

## Früheres Leben
Lawrie wurde am 24. Februar 1921 im südindischen Munnar geboren. Bald nach Paulaseers Geburt wanderte seine Familie nach Sri Lanka aus. Lawrie besuchte das St. John’s College in Palayamkottai und studierte ein Jahr auf Sri Lanka Wirtschaftswissenschaft. Anschließend ging er an das Wesley College in Colombo, um das London Matric Zertifikat zu erhalten, und studierte am Christian College in Tambaram auf einen Bachelor of Arts hin.
Sein Vater verhinderte Lawries Meldung zur britischen Armee im Zweiten Weltkrieg  und Lawrie studierte am St. Xavier’s College in Palayamkottai weiter.
Lawrie engagierte sich in der „Quit India“-Bewegung und arbeitete in den 1940ern auf einer Teeplantage auf Sri Lanka als Stenograf. In dieser Zeit begann Lawrie offenbar, politische und religiöse Werke zu lesen und Visionen zu haben. Aufgrund einer solchen Vision heiratete er 1947 seine Frau.
Als sein erstes Kind ernsthaft krank wurde, betete Lawrie in der Anglikanischen Kirche und versprach sein Leben Gott zu widmen, wenn das Kind genesen würde. Nachdem sein Kind genesen war, kündigte er seine Arbeit in Ceylon und kehrte nach Indien zurück. Er nahm eine Arbeit im südindischen Yercaud und später am American Christian Medical College Hospital in Vellore an.

## Evangelische Karriere
Als Folge von mehreren Visionen kündigte Lawrie seinen Job 1953 um zu predigen. Er nahm an einem Healing Crusade des Predigers William Branham 1954 in Bombay teil, eine Bekanntschaft, die später wichtig werden sollte. Eine Serie von „Wundern“ weckte Interesse in Lawries Botschaften. Nach dem Predigen in verschiedenen Städten in Südindien reiste Lawrie in zwei Missionsreisen 1955 und 1956 nach Ceylon.
Nach mehreren Jahren des Predigens in Indien wurde Lawrie auf eine internationale Konferenz in Schottland eingeladen. Von Schottland aus ging er weiter nach Amerika, wo er versuchte Unterstützung in der Pfingstbewegung zu bekommen. Dies war größtenteils erfolglos, bis er William Branham wieder traf, der ihn in seinem Dienst ermutigte.
Lawrie sah sich zunehmend in der Nachfolge Branhams, der 1965 starb; 1967 und 1969 unternahm er eine lange Reise in den Westen und predigte zu vielen Anhängern Branhams. Am 21. Juli 1969 – dem Tag der Mondlandung – behauptete Lawrie, die Inkarnation Jesu Christi zu sein. Seine Anhänger verweisen auf Branhams Predigten, um zu zeigen, dass er Lawrie als solchen erkannte. Lawrie übernahm Branhams Vorhersage, dass 1977 eine Entrückung stattfinden würde und nur 700 gerettet werden würden. Viele amerikanische Anhänger verließen Lawrie, nachdem seine Vorhersage für das Jahr nicht eintrat.
In den 1980er Jahren veränderte Lawrie seine Botschaft und begann, hinduistische und muslimische Vorstellungen zu integrieren, um mehr einheimische indische Anhänger anzusprechen.

## Weblink
- ausführliche Vita (engl.)